# GSC1852-1725
GSC1852-1725 — хімічно пекулярна зоря спектрального класу A2, що має видиму зоряну величину в смузі V приблизно 11,3.